# Nemotelus pullus
Nemotelus pullus är en tvåvingeart som beskrevs av Friedrich Hermann Loew 1871. Nemotelus pullus ingår i släktet Nemotelus och familjen vapenflugor.
Artens utbredningsområde är Spanien. Inga underarter finns listade i Catalogue of Life.